# Terry Betts
Terry Betts, właśc. Terence Arnold Betts (ur. 15 września 1943 w Harlow) – brytyjski żużlowiec.

## Życiorys
W 1974 r. zdobył w Coventry srebrny medal Indywidualnych Mistrzostw Wielkiej Brytanii. Był wielokrotnym reprezentantem Wielkiej Brytanii w turniejach o Indywidualne, Drużynowe oraz Mistrzostwo Świata Par, dwukrotnie zdobywając złote medale DMŚ (Olching 1972, Londyn 1973) oraz złoty medal MŚP (Boras 1972). W 1974 r. jedyny raz w karierze zakwalifikował się do finału IMŚ, zajmując w Göteborgu XII miejsce.

## Przynależność klubowa
Wielka Brytania
- Norwich Stars (1960–1963)
- Wolverhampton Wolves (1961)
- King’s Lynn Stars (1965–1978)
- Reading Racers (1979)